# Lacépède (Lot-et-Garonne)
Lacépède település Franciaországban, Lot-et-Garonne megyében. Lakosainak száma 316 fő (2022. január 1.). Lacépède Bourran, Lafitte-sur-Lot, Montpezat, Prayssas, Saint-Salvy és Saint-Sardos községekkel határos.

## Népesség
A település népességének változása:
| Lakosok száma | 324  | 252  | 275  | 278  | 312  | 327  | 320  | 314  | 313  | 316  |
|               | 1968 | 1982 | 1990 | 2006 | 2013 | 2015 | 2017 | 2019 | 2020 | 2022 |